# Day Zero
Pour plus de détails, voir Fiche technique et Distribution.
Day Zero est un film américain, sorti en 2007.

## Fiche technique
- Titre : Day Zero
- Réalisation : Bryan Gunnar Cole
- Scénario : Robert Malkani
- Musique : Erin O'Hara
- Pays d'origine : États-Unis
- Genre : drame
- Date de sortie : 2007

## Distribution
- Elijah Wood : Feller
- Chris Klein : Rifkin
- Jon Bernthal : Dixon
- Ginnifer Goodwin : Molly
- Elisabeth Moss : Patricia
- Ally Sheedy : Dr Reynolds
- Sofia Vassilieva : Mara
- John Rothman : le père de Rifkin
- Robert Hogan : l'associé
- Adam LeFevre : Client
- Amir Arison : l'avocat
- Ian Kahn : Ben Goldman
- Clark Middleton : le gérant du magasin porno